# Старофёдоровское сельское поселение
Старофёдоровское се́льское поселе́ние — муниципальное образование в Старошайговском районе Мордовии Российской Федерации.
Административный центр — село Старая Фёдоровка.

## История
Статус и границы сельского поселения установлены Законом Республики Мордовия от 28 декабря 2004 года № 126-З «Об установлении границ муниципальных образований Старошайговского района, муниципального образования Старошайговский район и наделении их статусом сельского поселения и муниципального района»

## Население
| 2002 | 2010 | 2012 | 2013 | 2014 | 2015 | 2016 |
| ---- | ---- | ---- | ---- | ---- | ---- | ---- |
| 523  | ↘411 | ↗412 | ↘398 | ↘385 | ↘374 | ↘365 |
| 2017 | 2018 | 2019 | 2020 | 2021 |      |      |
| ↘351 | ↘348 | ↘330 | ↘325 | ↘316 |      |      |

## Состав сельского поселения
| № | Населённый пункт | Тип населённого пункта       | Население |
| - | ---------------- | ---------------------------- | --------- |
| 1 | Ивановка         | посёлок                      | ↘17       |
| 2 | Старая Фёдоровка | село, административный центр | ↘394      |